# Heribald Närger

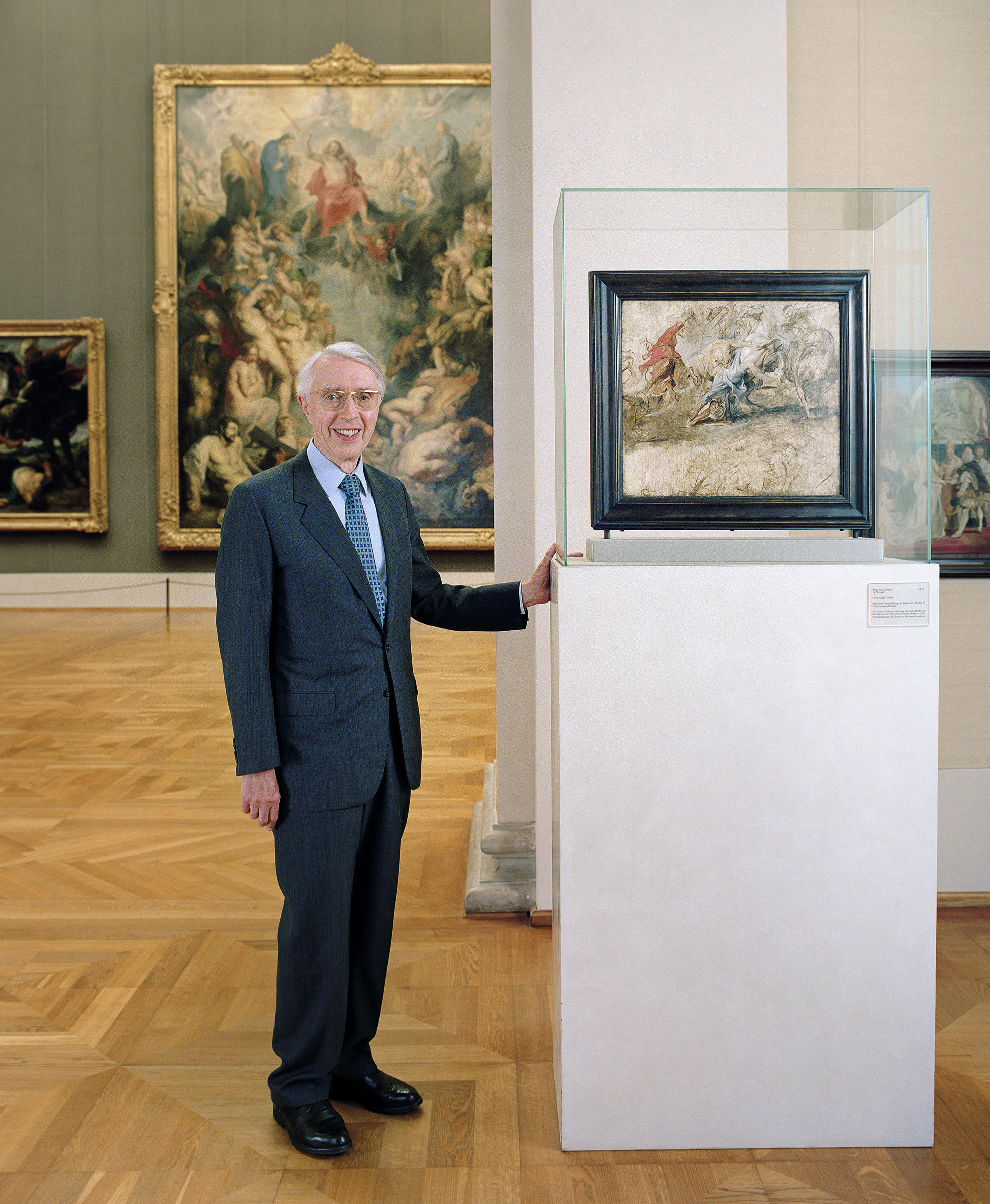
Heribald Närger in der Alten Pinakothek, München 2008. Foto von Oliver Mark.

Heribald Närger (* 25. November 1923 in Liegnitz; † 26. April 2015 in Grünwald) war ein deutscher Wirtschaftsmanager.

## Leben
Heribald Närger studierte Rechtswissenschaften an der Universität München und wurde dort 1949 mit der Arbeit Der Wirtschaftsrat des Vereinigten Wirtschaftsgebietes promoviert. Anschließend war er Wissenschaftlicher Assistent am Völkerrechtlichen Seminar der Universität. 1951 legte er die Große Staatsprüfung ab. Danach wurde er Kreditsachbearbeiter und Vorstandsassistent der Bayerischen Vereinsbank. Bis 1960 durchlief er mehrere weitere Stationen in der Bank und war zeitweise auch in Großbritannien und den USA. 1960 wurde er als Zuständiger für die Ressorts Wertpapiere, Vermögensanlage und Kapitalverkehr mit dem Ausland in den Vorstand berufen.
Im Oktober 1963 wechselte Närger als stellvertretendes Mitglied in den Vorstand der Siemens & Halske AG. Drei Jahre später, im Jahr 1966, wurde er dort Leiter der Zentral-Finanzabteilung. Im selben Jahr fusionierten die Siemens & Halske AG, die Siemens-Schuckertwerke AG und die Siemens-Reiniger-Werke AG zur Siemens AG, das Unternehmen wurde in Unternehmens- und Zentralbereiche gegliedert. Gleichzeitig wurde Närger ordentliches Vorstandsmitglied. Von 1968 bis März 1988 war er Leiter des Zentralbereichs Finanzen und damit Finanzchef bei Siemens. Während seiner Zeit als Finanzchef wurde das Unternehmen bis 1969 stark umstrukturiert. Es wurden hohe Rücklagen gebildet, und damit wurde der Weg für die Expansionen in den 1990er-Jahren geebnet. Am 24. März 1988 wählte die Hauptversammlung Närger in den Aufsichtsrat, dessen Vorsitz er in Nachfolge von Bernhard Plettner sogleich übernahm. Auch in dieser Funktion begleitete er eine Neuordnung des Unternehmens, die nun von Karlheinz Kaske und Hermann Franz vorgenommen wurde, an dessen Ende eine dezentrale Organisationsstruktur stand. 1993 schied er aus den Gremien aus.
Närger widmete sich als Mitglied des Siemens-Vorstandes und später des Aufsichtsrates sehr der Förderung von Kunst und Wissenschaft. Er war in der Ernst von Siemens Kunststiftung aktiv, mit der er wertvolle Gemälde erwarb und diese dann der Öffentlichkeit zur Verfügung stellte. Mit dem von ihm entwickelten Konzept einer privaten Kulturförderung, der Siemens Arts Program, unterstützte die Stiftung viele junge Künstler. Für sein Engagement wurde Närger vielfach ausgezeichnet. Er war Ehrenvorsitzender des Kuratoriums der Kulturstiftung der Länder, wurde 1991 Ehrensenator der TU München und 1999 Ehrenmitglied des Deutschen Archäologischen Instituts.

## Schriften
- Der Wirtschaftsrat des Vereinigten Wirtschaftsgebietes. Dissertation München 1949
- mit Horst Blomeyer-Bartenstein: Die Dienstaufsichtsbeschwerde und die sogenannte Beamtenbeleidigung. 2. Studie der Gesellschaft für bürgerliche Freiheiten, München (Studiengruppe) mit den Äusserungen der bayerischen Regierungspräsidenten, Oberbürgermeister und anderen. Isar-Verlag, München 1950
- Abwehr bürokratischer Missgriffe (= Schriftenreihe der Gesellschaft für bürgerliche Freiheiten München Heft 3). Isar-Verlag, München 1950
- mit Max Mikorey, Fritzheinrich Curschmann: Freiheitsentziehung bei Geisteskranken (= Schriftenreihe der Gesellschaft für bürgerliche Freiheiten München Heft 5). Isar-Verlag, München 1950